# Zygmunt Krasiński

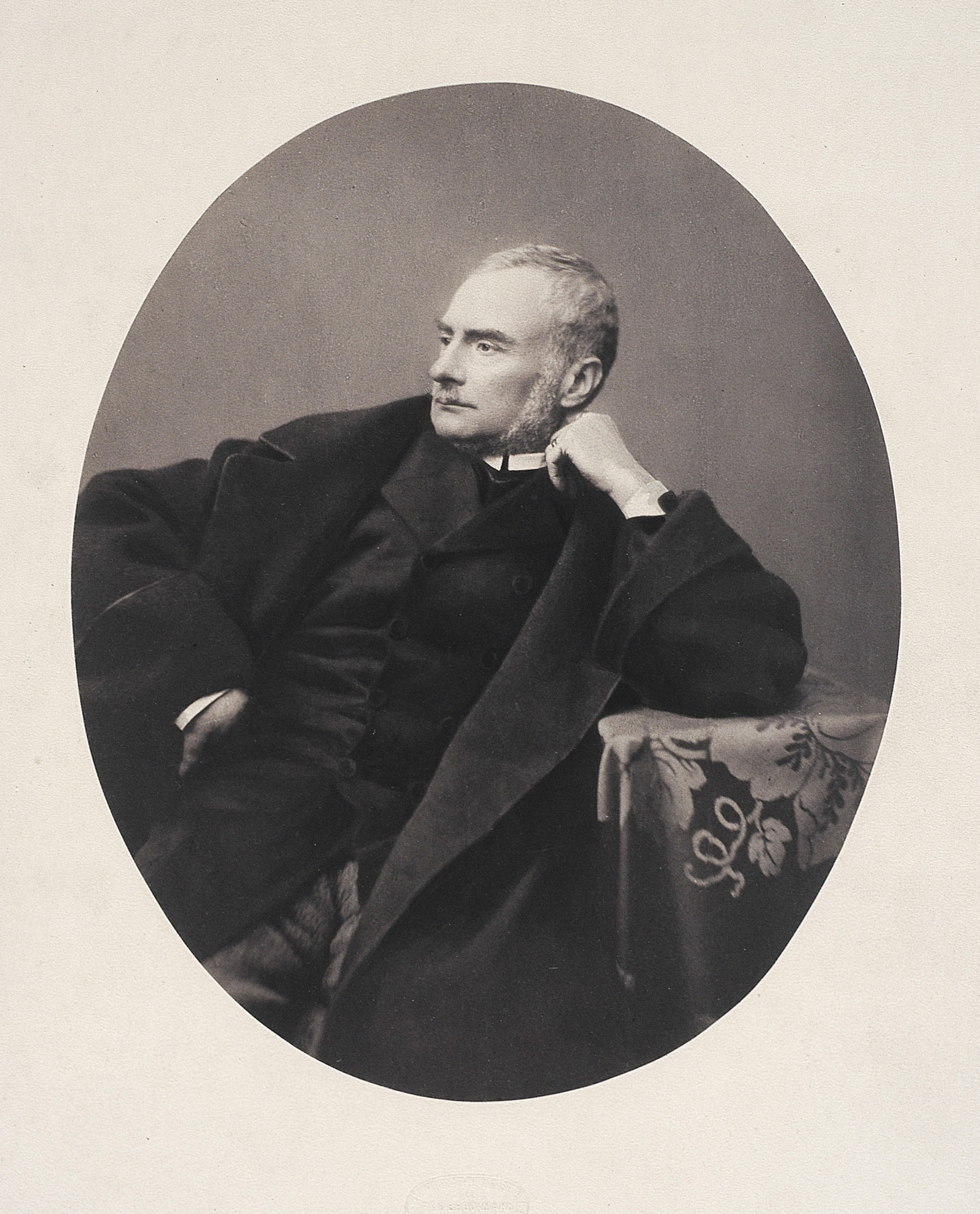
Krasiński

Graaf Napoleon Stanisław Adam Ludwig Zygmunt Krasiński (Parijs, 19 februari 1812 – aldaar, 23 februari 1859) kortweg Zygmunt Krasiński, is een Pools dichter van romantische verzen en toneelschrijver. Hij wordt, samen met Adam Mickiewicz en Juliusz Słowacki, gezien als de Trzej wieszcze (De Drie Barden); de drie grote nationale dichters van de Poolse romantiek. Zijn toneelstukken, veelal komedies, waren vooral politiek en historisch gerelateerd. Krasiński is begraven in Opinogóra Górna, in Polen.

## Leven
Hij hield ervan zich te gedragen als een dandy, vooral tijdens zijn frequente korte bezoekjes aan Parijs (hij reisde veel tussen Italië, Zwitserland en Duitsland). Omdat zijn vader een vertrouweling van de tsaar was, gedroeg hij zich in Parijs angstig. Zijn vriend Stanisław Egbert Koźmian, beschrijf hoe zijn vriend toekwam in Parijs in augustus 1845 : "briljant vermomd, als een dandy, met zijn ingewikkeld geknoopte witte stropdas, zoals Brummell, de grote Engelse dandy van zijn tijd, met een geel vest en een grillige hoed. Hij probeerde zijn gezicht te verbergen achter zijn blauwe bril, die niet paste bij zijn aristocratische neus" 

## Werk
De opkomst van de romantiek in Polen kwam later dan in de rest van Europa, en hing samen met het verlies van de onafhankelijkheid van Polen. Hierdoor ontstond de behoefte aan dichters die de gevoelens van het Poolse volk konden verwoorden, en Krasiński voorzag in deze behoefte, samen met de andere twee van de Drie Barden. Hij dichtte in ballingschap, in Frankrijk. Krasiński bracht al zijn werken anoniem uit.
De sociale en politieke revolutie van 1930, die Krasiński in Parijs mee had gemaakt, vormt een belangrijk thema in zijn werk. Hij kiest geen zijde, noch die van de revolutionairen, noch die van de oude gezaghebbers, maar hij stelt zich tegenover beide partijen pessimistisch op. Volgens Krasiński mondden beide machtsvormen uit in een onderdrukking.
Zijn eerste werk, een komedie over aristocratie en onterving (twee belangrijke maatschappelijke thema's in die tijd), kwam uit toen hij 23 was. Een jaar later, in 1836 kwam zijn tweede toneelstuk uit: Iridion, een allegorie over het geloof van Polen. Deze twee werken worden beschouwd als Krasiński's belangrijkste.
Zijn beroemdste gedicht kwam uit in 1843: Przedświt ('Het moment voor de dageraad).
- Biblioteca Nacional de España: XX1280989
- Bibliothèque nationale de France: cb12121855r (data)
- Catàleg d'autoritats de noms i títols de Catalunya: 981058511851506706
- CiNii: DA09753041
- Gemeinsame Normdatei: 118715518
- Historisch woordenboek van Zwitserland: 028439
- International Standard Name Identifier: 0000 0001 0908 7219
- Library of Congress Control Number: n50081521
- Nationale Bibliotheek van Letland: 000067619
- MusicBrainz: 24fa939a-7d68-465d-8088-640a53e1ae12
- Nationale Bibliotheek van Tsjechië: jn19990004619
- Nationale bibliotheek van Australië: 35281904
- Nationale Bibliotheek van Israël: 987007273713105171
- Nationale Bibliotheek van Polen: a0000001180340
- Nationale en Universitaire bibliotheek Zagreb: 000641501
- Nederlandse Thesaurus van Auteursnamen: 069982805
- Réseau des bibliothèques de Suisse occidentale: 02-A000099999
- Russische Staatsbibliotheek: 000165949
- Istituto Centrale per il Catalogo Unico: MILV003948
- LIBRIS: 250238
- SNAC: w6b3150d
- Système universitaire de documentation: 029634717
- Trove: 896084
- Virtual International Authority File: 64038850
- WorldCat: E39PBJhmKmpHk7JyqGT4kGpVmd